# Окоп (Краснопольский район)
Окоп (укр. Окіп) — село, Угроедский поселковый совет, Сумский (до реформы 2020 г. — Краснопольский) район, Сумская область, Украина.
Код КОАТУУ — 5922355603. Население по переписи 2001 года составляло 36 человек .

## Географическое положение
Село Окоп находится на расстоянии в 0,5 км от пгт Угроеды.
По селу протекает пересыхающий ручей с запрудой.